# جاك فلايشمان
جاك فلايشمان (بالإنجليزية: Jack Fleischman)‏ هو لاعب كرة قدم أمريكية أمريكي، ولد في 15 أغسطس 1901 في مونرو في الولايات المتحدة، وتوفي في 27 أبريل 1988 في مونرو في الولايات المتحدة.

## وصلات خارجية
- جاك فلايشمان على موقع مرجع كرة القدم المحترفة.كوم (الإنجليزية)